# 朝比奈優樹
朝比奈 優樹（あさひな ゆうき、1980年8月25日 - ）は、日本の女性声優。東京都出身。かつてRMEに所属していた。血液型はB型。身長148cm。

## 出演作品

### ナレーション
- 恋愛バラエティー番組 バスで恋して（コーナーナレーション、第17回から20回までは本編も担当）- テレビ神奈川・テレビ埼玉
- 南海部品 2010年新春初売りセール（TVCN）
- 女子カート部 ナレーション（Myzo‐勝手に見つかるおもしろ動画 配信番組）

### 吹き替え
- ターザンの大冒険※DVD版

### ドラマCD
- 津軽雪女（鈴）
- 法律の常識 世間の非常識 - ホステス様御用達闇金 - （玲子）
- ぼくたちと駐在さんの700日戦争（女子C）

### ラジオ
- RMEオフィシャルネットラジオ「voice station! 2nd season」パーソナリティー
- RMEオフィシャルネットラジオ「voice station NEO!」第3回コーナーゲスト

### ネットテレビ
- RMEオフィシャルネットテレビ「NEO-TV」

### 舞台
- 法律の常識 世間の非常識（智美）
- 俺の子供じゃない（智美・大滝薫）